# Díner Tamás

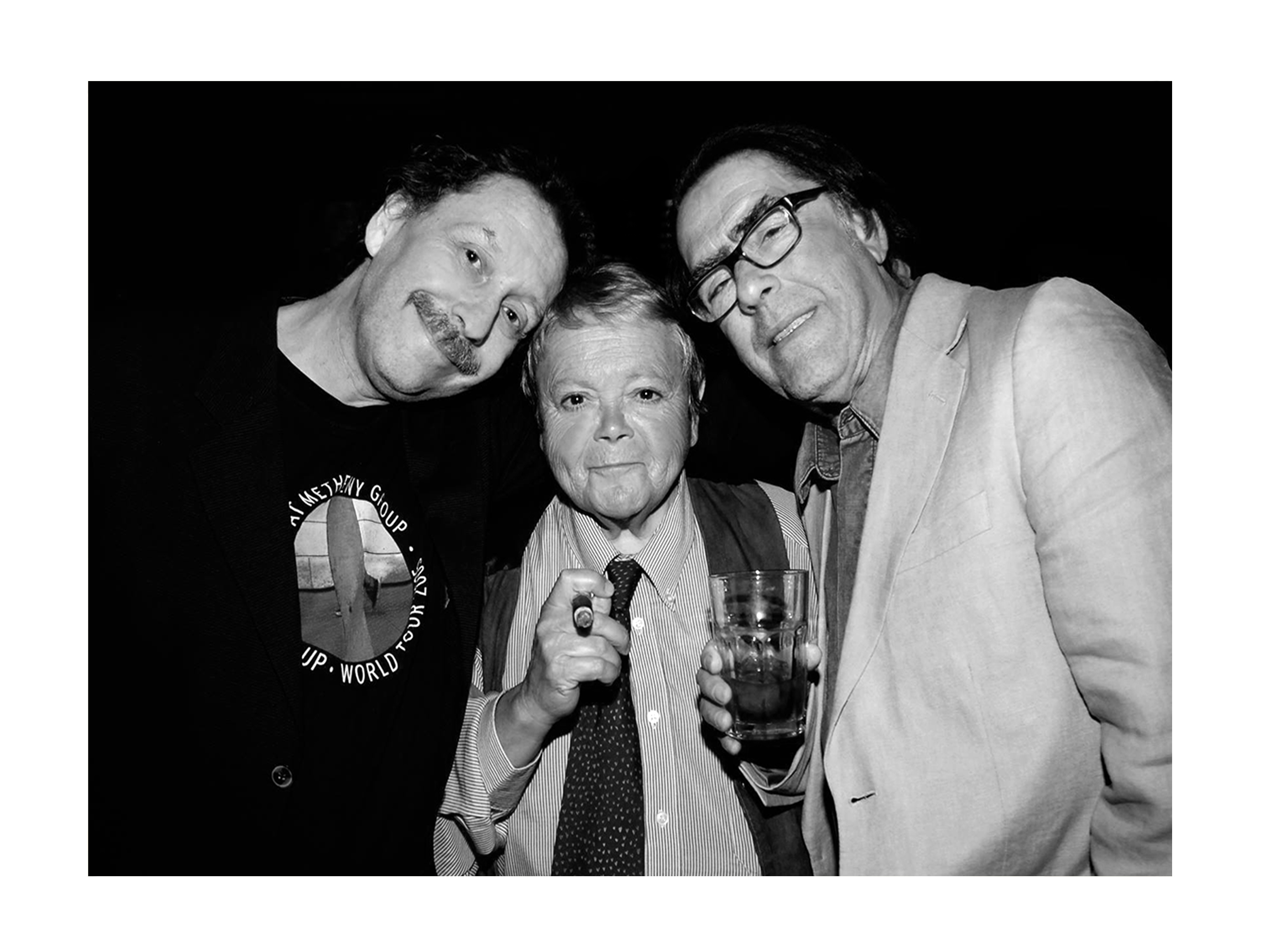
Vértes Györggyel és Huschit Jánossal
(Rózsavölgyi Gyöngyi felvétele)

Díner Tamás (Kisvárda, 1946. július 17. –) magyar fényképész, reklámfotós.

## Életútja
1964-ben érettségizett fotó-optikai szakközépiskolában. Ezután az Ofotértnál és a Látszerész Ktsz.-nél dolgozott. 1971-től publikál. Portréit elsősorban zenészekről, énekesekről és színészekről készíti. Több hanglemezborítóhoz és kazettafedélhez készített sztárportrékat. Külső munkatársa több újságnak is. 1979-től a Szabadidő Magazin riportereként; 1981-től képszerkesztőjeként dolgozik.

## Egyéni kiállításai
Több mint 150 lemez, CD borítót, könyvet és plakátot tervezett és fotózott. A Magyar Fesztivál Balett plakátjait éveken át készítette: (A kékszakállú két arca, József és testvérei, Bosszú)
- Jazz-fotó kiállítás – 1971. Budapesti Jazz Club-ban
- Pantomim-fotók – 1974. Zalaegerszeg Első Nemzetközi Pantomim Fesztivál (A Fesztivál plakátját is tervezte és fotózta.) Díj: Zalaegerszeg város díja, Dús László képzőművész szobra.
- Térszervezés – Szentendrén, csoportos kiállítás a Vajda Lajos stúdióban Díj: Az év legjobb plakátja: Interflóra-Hungaria
- Városlakó skanzen torzó a XX. század végéről – Budapest, Toldi Stúdió Galéria Díj: „R”– díj, ef Zámbó István szobra – az év legjobb kiállításáért
- Tüntetés kiállítás – Miskolc, Kisgaléria
- Káli yuga – Fiatal Művészek Klubjában, Fehér Kiállító terem (megnyitotta: Fodor Ákos költő)
- Fotográfiák festővásznon – 1999. Tihanyi Bencés Apátság   (megnyitotta: Szemadám György festőművész)
- Szárnyas angyal kiállítás – Godot Galéria (megnyitotta: Kepes András)
- Vanity F kiállítás – budai Godot Galéria (Közös kiállítás Martin Szipállal) (megnyitotta: Réz András esztéta)
- Gyűjteményes kiállítás – Művészetek Palotája 2006. (megnyitotta: Gyémánt László festőművész)
- Kiterjedések a térben – 2009. hanyi Bencés APÁTSÁG galériája  (megnyitotta: Dr. Korzenszky Richárd OSB perjel és P.Baracskai Erika)
- Három vílág kiállítás –  2011. pomázi Teleki-Wattay Zenekastély
- Fotómesék jazz meg más kiállítás –  2012.  Leányfalu, Aba-Novák Galéria (megnyitotta: Kemény Zoltán grafikus, képzőművész)
- Állandó jazz fotó kiállítás – 2013-tól RaM Colosseumban működő Rock múzeumban
- Hétszáz csapás című kiállítás  – Szent Lukács Galéria

## Válogatott csoportos kiállítások
- 1973 • Térszervezés, Szentendre
- 1980 • Esztergomi Biennálé

## Könyvei, fotóalbumai
- Világképeim / World views; Zagora 2000, Bp., 2009
- Beszédes kép, képes beszéd; fotó Díner Tamás, szöveg Fodor Ákos; Fekete Sas, Bp., 2021

## Díjak
- 1973: KISZ R-díj
- 1980: Nívódíj [Herpai Zoltán grafikussal]
- „Az év legjobb hanglemezborítója” „Mátyás Király udvari zenésze” című hanglemez borítóért
- „ARANYLEMEZ” – Zorán „Az összetéveszthetetlen férfi gitárral” című fotóért, amely megjelent hanglemezen, kazettán, CD és videoborítón, könyvcímlapon, plakáton és koncertjegyen